# Otorinolaringologija
Otorinolaringologíja ali tudi otorínolaringologíja (iz latinščine preko grščine, kjer gre za sestavljanko starogrško ωτορινολαρυγγολογία: οὖς ous (rod.: ὠτός otos), "uho", ῥίς rhis, "nos", λάρυγξ larynx, "grlo" in -λογία logia, "veda")  je veja medicine, ki deluje na področju zdravljenja bolezni in poškodb glave, grla, vratu, nosu in ušes. Otorinolaringologi se ukvarjajo tudi z boleznimi žrela in vratu. V njihovo področje spada tudi estetska kirurgija obraza in vratu.
Zdravnik specialist, ki deluje na tem področju, se imenuje otorinolaringolog.

## Otorinolaringologija v Sloveniji
V Sloveniji deluje ena klinika za otorinolaringologijo, in sicer v Univerzitetnem kliničnem centru v Ljubljani. V Ljubljani je bil prvi oddelek za otorinolaringologijo ustanovljen leta 1919, klinika pa je postal leta 1945. Poleg tega deluje v Sloveniji še šest otorinolaringoloških bolnišničnih oddelkov:
- v Mariboru je bil oddelek ustanovljen leta 1919 kot oddelek za bolezni ušes, nosa in grla ter očesne bolezni ter postal samostojni oddelek leta 1943[5];
- v Celju je bila prva otorinolaringološka ambulanta ustanovljena leta 1927, leta 1953 pa samostojni oddelek;
- v Splošni bolnišnici Izola, kjer oddelek deluje od leta 1988, pred tem pa je od leta 1955 deloval oddelek v Piranu (v okviru koprske bolnišnice);
- v Murski soboti, kjer je bil oddelek ustanovljen leta 1963, od leta 1983 pa se v Rakičanu;
- v Novem mestu od leta 1967;[6]
- v Novi Gorici, kjer je bil prvi oddelek ustanovljen leta 1956 znotraj nekdanje bolnišnice za tuberkulozo, od leta 1975 pa se nahaja v šempetrski bolnišnici.

Poleg bolnišničnih oddelkov so v Sloveniji tudi specialistične otorinolaringološke ambulante, ki so organizirane znotraj zdravstvenih domov ali zasebno.